# Silsbee (Texas)
Silsbee ist eine Stadt im Hardin County des Bundesstaats Texas der Vereinigten Staaten. Das U.S. Census Bureau hat bei der Volkszählung 2020 eine Einwohnerzahl von 6935 ermittelt.

## Geographie
Das nach Angaben des United States Census Bureaus 19,5 Quadratkilometern große Silsbee liegt am Schnittpunkt des U.S. Highways 96 mit dem State Highway 327 und ist ein Teil des Beaumont-Port Arthur Metropolitan Statistical Area.

## Geschichtliche Entwicklung
Silsbee wurde zuerst Mill Town zugerechnet, als der Ort das erste Mal 1894 von der Gulf, Beaumont, and Kansas City Railway erreicht wurde. Die Stadt wurde dann umbenannt in Silsbee, in Bezug auf Nathaniel D. Silsbee, einem Investor aus Boston, Massachusetts, der geholfen hatte Fonds für die Eisenbahn zu stellen. Die Eisenbahn war ein Projekt von John Henry Kirby, der bald darauf die Kirby Lumber Kompanie in der Stadt etablierte. Dieses Kompanie wurde bald zum größten Arbeitgeber in der Stadt und stärkte die Wirtschaft von Silsbee von Anfang an.

## Wirtschaft und Infrastruktur
Die Stadt hat elf Tankstellen, neun Restaurants und Imbissbuden, zwei Motels, zwei RV Parks, und verschiedene Geschäfte.

### Schulwesen
Silsbee wird vom Independent School District bedient, welcher insgesamt fünf Schulen umfasst. Die John Henry Kirby Grundschule (K-1), die Read-Turrentine Grundschule (2–3), die Laura Reeves Elementary (4–5), die Edwards-Johnson Memorial Silsbee Middle School (6–8) und die High School.

## Söhne und Töchter der Stadt
- Mark Henry (* 1971), Gewichtheber, Olympiateilnehmer und Wrestler der WWE
- Chloe Jones (1975–2005), Pornodarstellerin